# فرضعلی‌اوبه
فرضعلی‌اوبه (به ترکی آذربایجانی: Fərzəlioba) یک منطقهٔ مسکونی در جمهوری آذربایجان است که در شهرستان خاچماز واقع شده‌است.